# Federația Română de Karate WUKF
Federația Română de Karate W.K.C. (World Karate Confederation) s-a format pentru coordonarea cluburilor de karate.
Organe de conducere:
Președintele de onoare - Dorel Constantin Onaca (senator P.R.M. de Arad)
Președinte - conf.dr.ing. Liviu Crișan – 5 dan
Vicepreședinte - Daniel Goia
Antrenor federal - Mihai Hanga - 3 dan